# Bettant

Bettant este o comună în departamentul Ain din estul Franței.